# Solnice
Solnice (en allemand : Solnitz) est une ville du district de Rychnov nad Kněžnou, dans la région de Hradec Králové, en République tchèque. Sa population s'élevait à 2 352 habitants en 2024.

## Géographie
Solnice se trouve à 6 km au nord-ouest de Rychnov nad Kněžnou, à 30 km à l'est de Hradec Králové et à 130 km à l'est-nord-est de Prague.

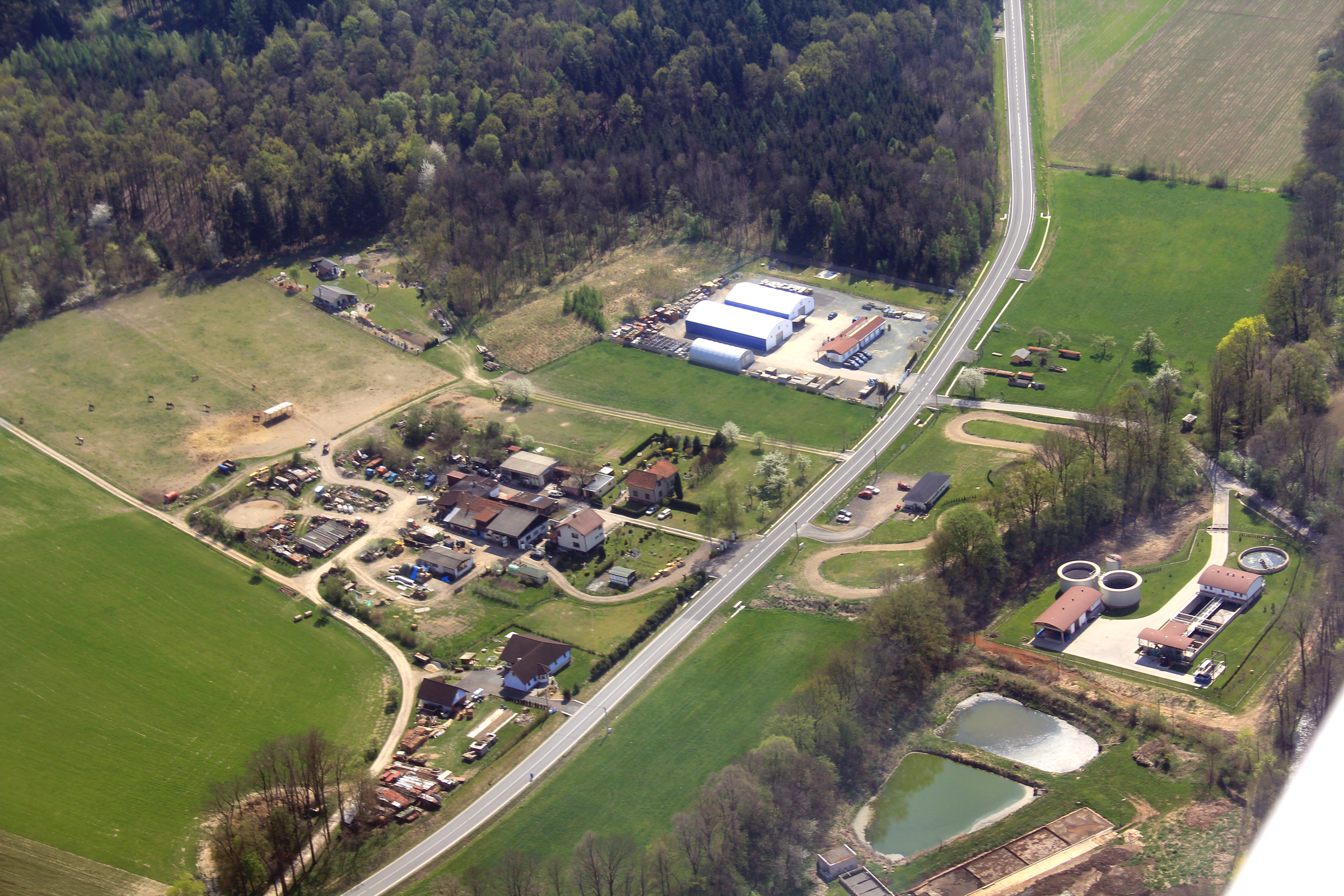
Vue aérienne de Solnice.

La commune est limitée par Bílý Újezd et Skuhrov nad Bělou au nord, par Kvasiny et Lukavice à l'est, par Rychnov nad Kněžnou au sud, et par Černíkovice et Byzhradec à l'ouest.

## Histoire
La première mention écrite de la localité date de 1321.

## Administration
La commune se compose de deux sections :
- Solnice
- Ještětice

## Galerie

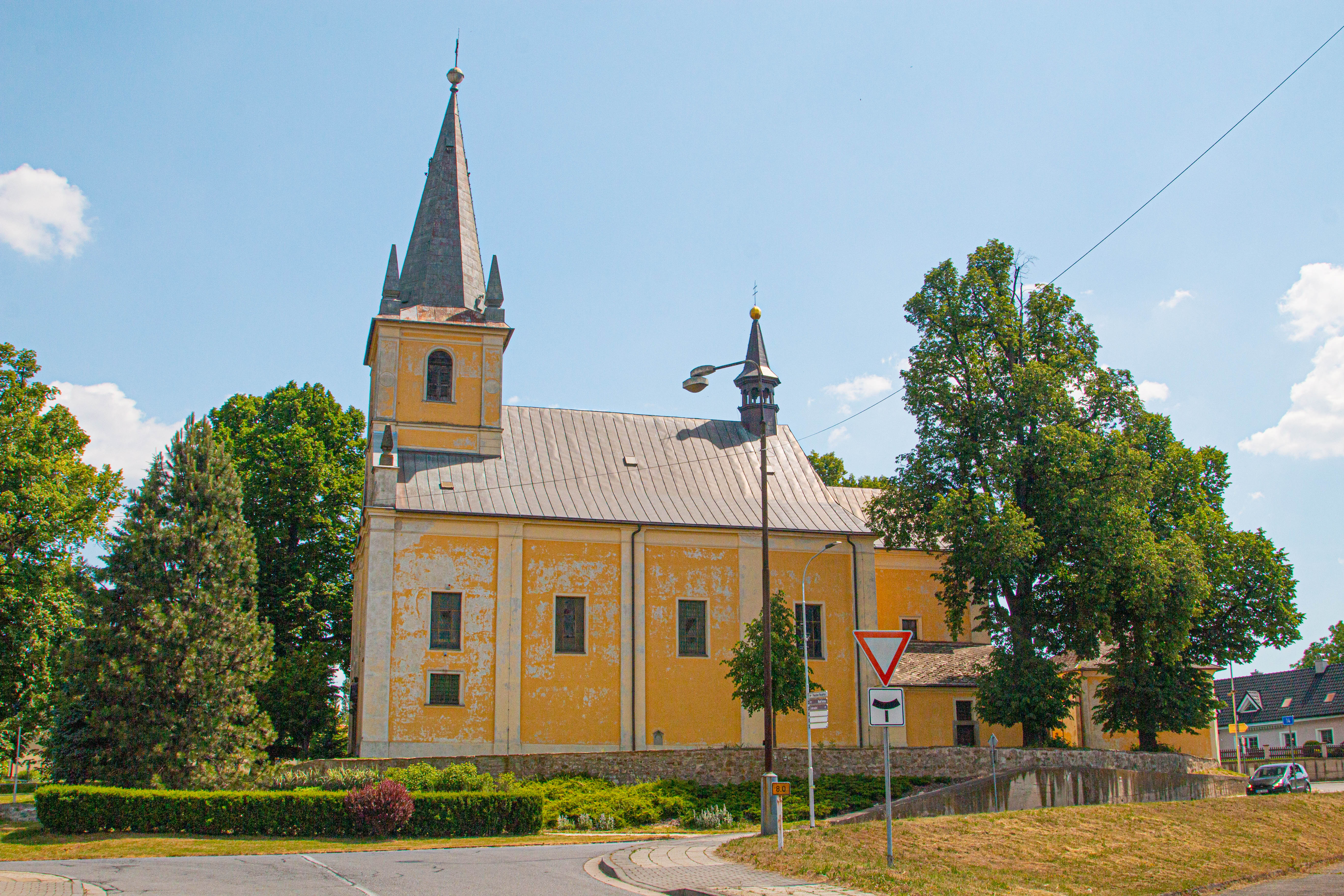
Église de la décapitation de Saint-Jean-Baptiste.
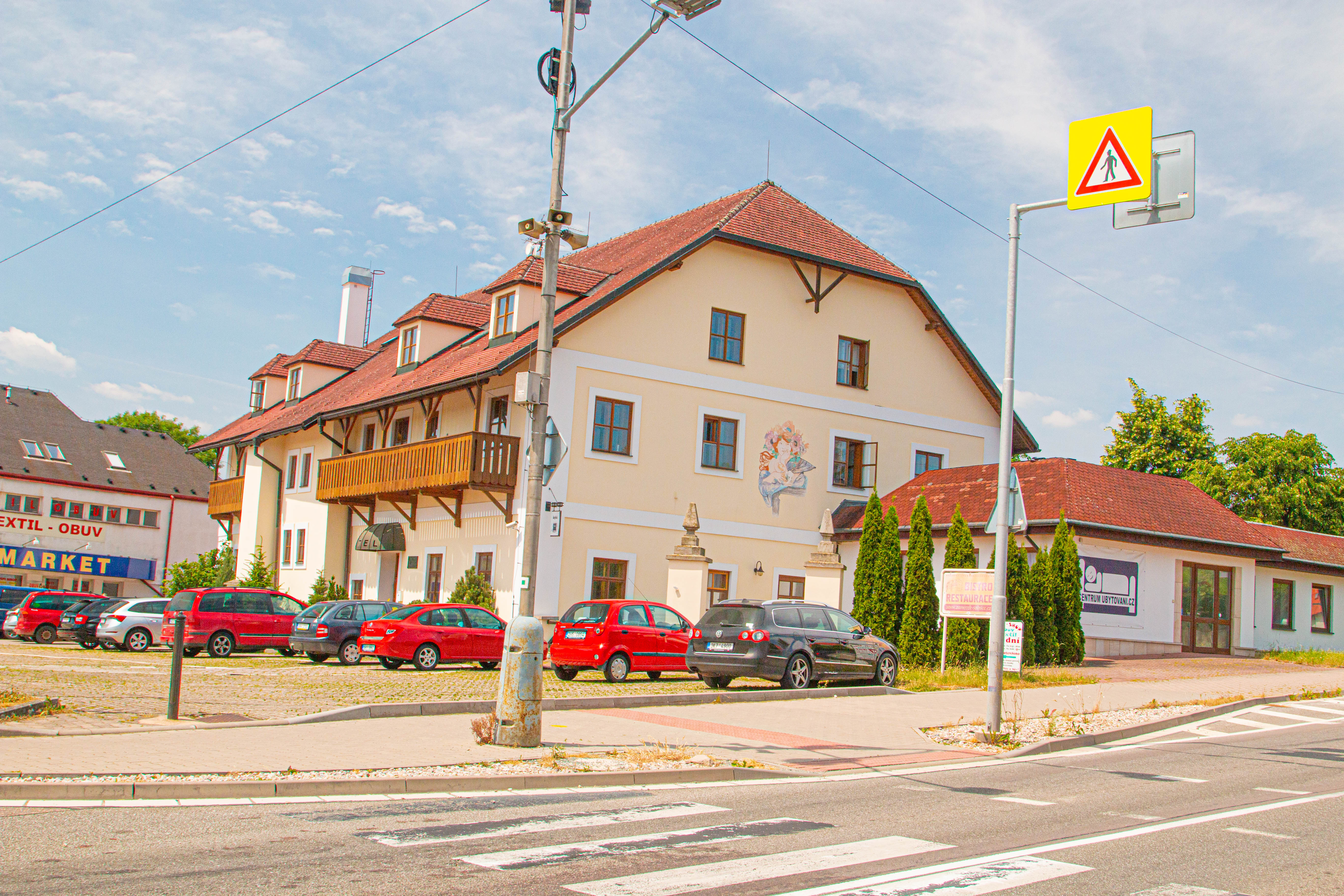
Château de Solnice.

## Économie
À 1 km du centre de Solnice se trouve l'usine Škoda Auto de Kvasiny, qui emploie 4 500 salariés.

## Transports
Par la route, Solnice se trouve à 5,5 km de Rychnov nad Kněžnou, à 40 km de Hradec Králové et à 157 km de Prague. 